# Sam Montembeault
Samuel „Sam“ Montembeault (* 30. Oktober 1996 in Bécancour, Québec) ist ein kanadischer Eishockeytorwart, der seit Oktober 2021 bei den Canadiens de Montréal in der National Hockey League (NHL) unter Vertrag steht. Mit der kanadischen Nationalmannschaft gewann er die Goldmedaille bei der Weltmeisterschaft 2023.

## Karriere

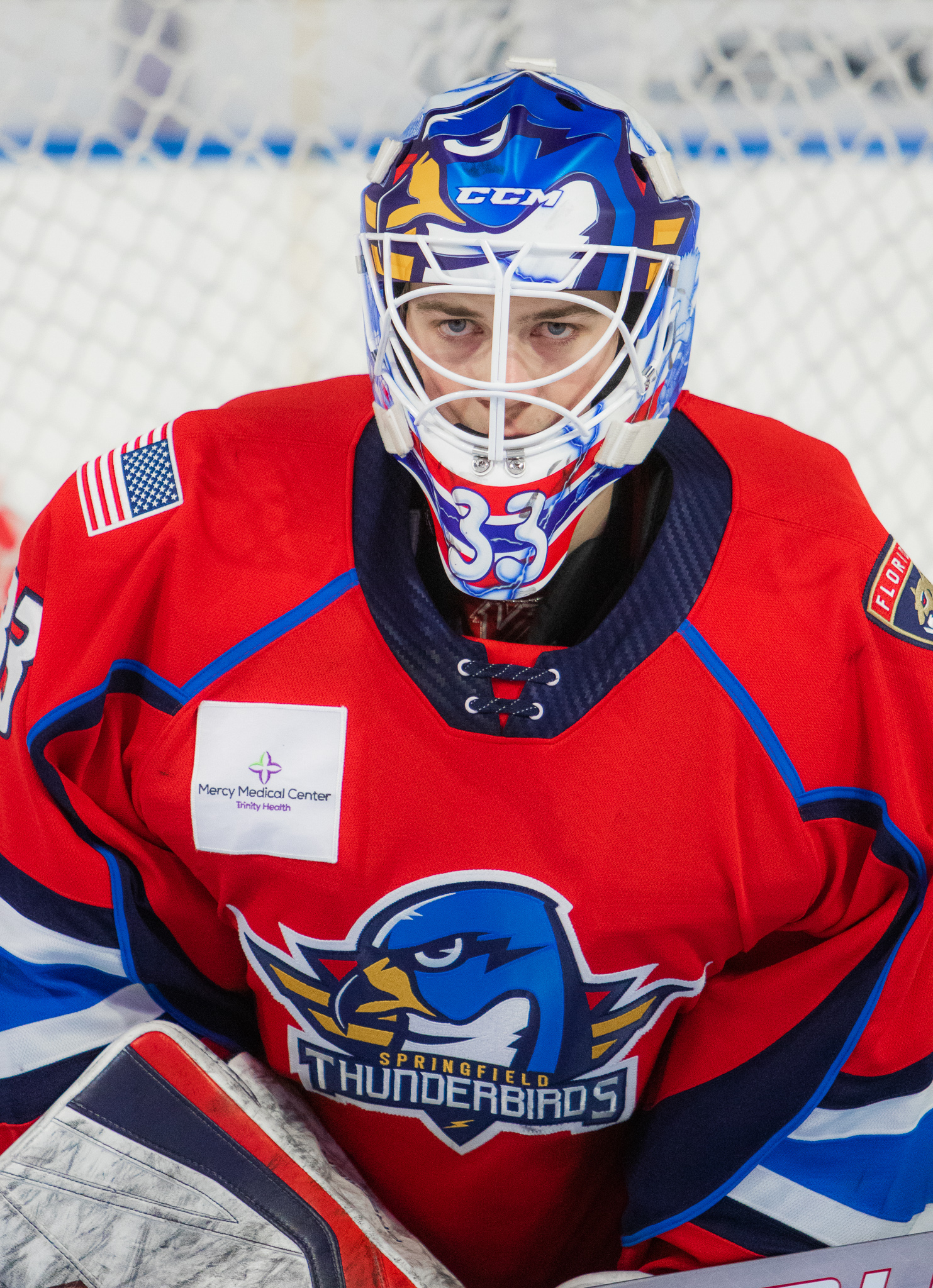
Montembeault im Trikot der Springfield Thunderbirds (2019)

### Jugend
Sam Montembeault wurde in Bécancour geboren, einem Vorort von Trois-Rivières, wo er in seiner Jugend für die Estacades de Trois-Rivières in einer regionalen Juniorenliga auflief. Zur Saison 2013/14 wechselte er in die Ligue de hockey junior majeur du Québec (LHJMQ), die ranghöchste Nachwuchsspielklasse seiner Heimatprovinz Québec, und spielte hier fortan für die Armada de Blainville-Boisbriand. Dort stieg er zur Spielzeit 2014/15 zum Stammtorhüter auf und beendete das Jahr mit 52 Einsätzen sowie einem Gegentorschnitt von 2,59. Zugleich lud man ihn zum CHL Top Prospects Game ein, bevor er im NHL Entry Draft 2015 an 77. Position von den Florida Panthers ausgewählt wurde. Vorerst verblieb der Kanadier jedoch noch zwei weitere Jahre bei der Armada, wobei er seine persönlichen Statistiken weiter steigerte, ehe man ihn am Ende der Saison 2016/17 nach einer Fangquote von 90,7 % und sechs Shutouts ins Second All-Star Team der LHJMQ wählte. Zudem erreichte er mit dem Team das Endspiel der Playoffs um die Coupe du Président, unterlag dort allerdings den Saint John Sea Dogs mit 0:4.

### NHL
Bereits im Mai 2016 hatten die Florida Panthers ihn mit einem Einstiegsvertrag ausgestattet, bevor er zur Saison 2017/18 in deren Organisation wechselte und dort vorerst bei den Springfield Thunderbirds zum Einsatz kam, dem Farmteam der Panthers aus der American Hockey League (AHL). Dort sollte Montembeault auch den Großteil der folgenden zwei Spielzeiten verbringen, debütierte jedoch zugleich im März 2019 für Florida in der National Hockey League (NHL) und kam dort zu sporadischen Einsätzen. Zur Saison 2020/21 allerdings stand er hinter dem Trio um Sergei Bobrowski, Chris Driedger und Spencer Knight nicht mehr in der NHL auf dem Eis und spielte stattdessen nur für das temporäre Farmteam, die Syracuse Crunch. Als die Panthers ihn dann im Oktober 2021 erneut über den Waiver in die AHL schicken wollten, übernahmen die Canadiens de Montréal seinen Vertrag. In Montréal wiederum etablierte er sich nach dem Ausfall von Carey Price prompt im NHL-Aufgebot, wobei er sich die Einsatzzeiten in etwa gleichmäßig mit Jake Allen teilt. Im Dezember 2023 unterzeichnete er einen neuen Dreijahresvertrag bei den Canadiens, der ihm mit Beginn der Saison 2024/25 ein durchschnittliches Jahresgehalt von 3,15 Millionen US-Dollar einbringen soll.

### International
Erste internationale Erfahrungen sammelte Montembeault im Rahmen der U20-Weltmeisterschaft 2016, wo er jedoch hinter Mackenzie Blackwood und Mason McDonald ohne Einsatz blieb und das Team letztlich den sechsten Platz belegte. Sein Debüt für die A-Nationalmannschaft gab er dann bei der Weltmeisterschaft 2023, wo er mit einer Fangquote von 93,9 % und sechs Siegen in sieben Partien maßgeblichen Erfolg am Gewinn der Goldmedaille hatte.

## Erfolge und Auszeichnungen
- 2015 Teilnahme am CHL Top Prospects Game
- 2017 LHJMQ Second All-Star Team
- 2019 Teilnahme am AHL All-Star Classic

### International
- 2023 Goldmedaille bei der Weltmeisterschaft
- 2025 Gewinn des 4 Nations Face-Off

## Karrierestatistik
Stand: Ende der Saison 2024/25

### International
Vertrat Kanada bei:
- U20-Weltmeisterschaft 2016
- Weltmeisterschaft 2023
- 4 Nations Face-Off 2025

(Legende zur Torhüterstatistik: GP oder Sp = Spiele insgesamt; W oder S = Siege; L oder N = Niederlagen; T oder U oder OT = Unentschieden oder Overtime- bzw. Shootout-Niederlage; Min. = Minuten; SOG oder SaT = Schüsse aufs Tor; GA oder GT = Gegentore; SO = Shutouts; GAA oder GTS = Gegentorschnitt; Sv% oder SVS% = Fangquote; EN = Empty Net Goal; 1 Play-downs/Relegation; Kursiv: Statistik nicht vollständig)